# Glyptosternon
Glyptosternon es un género de peces gato del orden de los siluriformes de la familia Sisoridae. Este género incluye cuatro especies: Glyptosternon akhtari, Glyptosternon maculatum, Glyptosternon malaisei, Glyptosternon reticulatum y Glyptosternon oschanini.

## Distribución
Las especies Glyptosternon se distribuyen en lugares como el Río Indo en Afganistán, Pakistán, India (estado de Jammu y Cachemira), Uzbekistán, Tayikistán, Kirguistán, Birmania y el oeste de China. G. akhtari proviene de Bamiyán. G. maculatum se encuentra en el Brahmaputra de India y China. G. malaisei proviene del Río Irawadi de Birmania. G. reticulatum proviene también del río Indo en Afganistán, Pakistán, Cachemira y occidente de China. G. oschanini se conoce en el Alto Syr Darya y probablemente en Amu Darya en Kirguistán, Uzbekistán y Tayikistán.

## Ecología
G. maculatum se encuentra en los rabiones de las montañas. G. reticulatum se encuentran en ríos y arroyos bajo las piedras y rocas. Se alimentan principalmente de invertebrados, específicamente de larvas de insecto